# FMA I.A. 50
Die FMA I.A. 50 Guarani II war ein zweimotoriges Reise-, Zubringer- und Transportflugzeug der Fabrica Militar de Aviones.

## Entwicklungsgeschichte

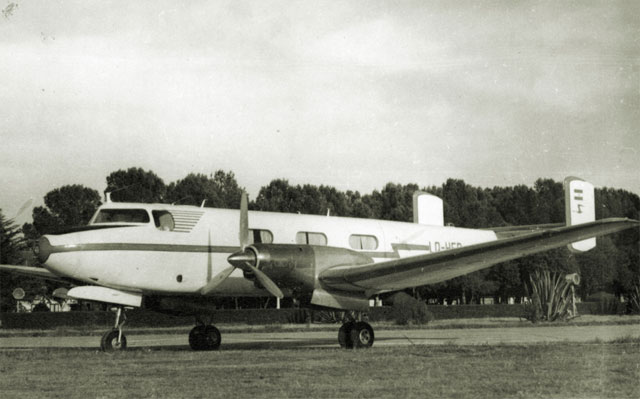
Die Guarani I

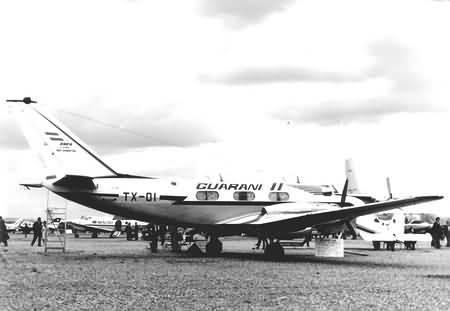
Die Guarani II am Aerosalon in Paris

Die FMA, die in der Zeit von 1957 bis 1968 als DINFIA firmierte, beschloss 1960 das erste PTL-Flugzeug Lateinamerikas zu bauen. Unter Verwendung von Bauteilen der FMA I.Ae. 35 Huanquero entstand die DINFIA FA 1 Guarani I. Deren Erstflug fand am 6. Februar 1962 statt. Die Weiterentwicklung erhielt den Namen Guarani II. Statt des doppelten Leitwerks erhielt das Flugzeug ein neues, stark gepfeiltes Seitenleitwerk. Außerdem wurde das stärkere Triebwerk Turbomeca Bastan VIa verwendet. Der Erstflug fand am 26. April 1963 statt.
Der Einsatz erfolgte bei der argentinischen Luftwaffe und Marine als Truppentransporter, Regierungsmaschine, Fotoflugzeug und Aufklärer.
Das letzte fliegende Exemplar wurde 2006 bei der II Brigada Aéria in Paraná außer Betrieb genommen. Es ist im Museo Nacional de Aeronàutica in Morón, Buenos Aires, ausgestellt.

## Konstruktion
- Rumpf: Leichtmetall-Halbschalenbauweise
- Tragwerk: freitragender Tiefdecker in Ganzmetallbauweise mit einem Holm, Querruder stoffbespannt, Ganzmetall-Landeklappen
- Leitwerk: freitragende Normalbauweise in Ganzmetall, gepfeiltes Seitenruder
- Fahrwerk: hydraulisch betätigtes, einziehbares Bugradfahrwerk mit Zwillingsrädern an beiden Hauptstreben, hydraulisch betätigte Scheibenbremsen

## Militärische Nutzer
Argentinien
- Argentinische Luftwaffe
- Argentinische Marine

## Technische Daten
| Kenngröße             | Daten                                                      |
| --------------------- | ---------------------------------------------------------- |
| Besatzung             | 2                                                          |
| Passagiere            | 15                                                         |
| Länge                 | 14,86 m                                                    |
| Spannweite            | 19,53 m                                                    |
| Höhe                  | 5,81 m                                                     |
| Flügelfläche          | 41,81 m²                                                   |
| Flügelstreckung       | 9,1                                                        |
| Leermasse             | 3.924 kg                                                   |
| max. Startmasse       | 7.120 kg                                                   |
| Reisegeschwindigkeit  | 485 km/h                                                   |
| Höchstgeschwindigkeit | 500 km/h                                                   |
| Dienstgipfelhöhe      | 12.500 m                                                   |
| Reichweite            | 2500 km                                                    |
| Triebwerke            | 2 × Turboproptriebwerk Turbomeca Bastan VI-A mit je 694 kW |